# Arctosa niccensis
Arctosa niccensis este o specie de păianjeni din genul Arctosa, familia Lycosidae. A fost descrisă pentru prima dată de Strand, 1907. Conform Catalogue of Life specia Arctosa niccensis nu are subspecii cunoscute.